# ロルブリー
ロルブリー （L'Orbrie）は、フランス、ペイ・ド・ラ・ロワール地域圏、ヴァンデ県のコミューン。

## 地理
南ヴァンデのプレーヌ地方に属する。セーヴル・ニオルテーズ川の支流ヴァンデ川が隣接するコミューンとの境界となっている。コミューン面積の一部は、メルヴァン＝ヴーヴァンの森に覆われている。

## 人口統計
| 1962年 | 1968年 | 1975年 | 1982年 | 1990年 | 1999年 | 2008年 | 2013年 |
| ------ | ------ | ------ | ------ | ------ | ------ | ------ | ------ |
| 436    | 465    | 557    | 670    | 700    | 774    | 838    | 807    |

参照元:1962年から1999年まで人口の2倍カウントなし。1999年までEHESS/Cassini、2004年以降INSEE